# Philodromus simoni
Philodromus simoni là một loài nhện trong họ Philodromidae.
Loài này thuộc chi Philodromus. Philodromus simoni được Cândido Firmino de Mello-Leitão miêu tả năm 1929.